# Аудиторія споживачів
Аудито́рія або авдито́рія (лат. audi-torium) — публіка глядачів, слухачів, або споживачів інформації іншими способами. Приклади аудиторій: слухачі лекції; люди, що контактують із засобами реклами, іншої інформації.

## Розвиток соціологічних досліджень аудиторії
Майже всі дослідження на перших порах були присвячені аудиторії окремих видань. Це зрозуміло, адже вони проводились силами редакційних колективів.
Спочатку основним методом вивчення аудиторії було газетне опитування (публікація анкети на полосі) — найдоступнішим для редакції, з усіма його плюсами й мінусами.
Відзначалось, що при такій техніці опитування, у ньому здебільшого беруть участь ті, хто позитивно відноситься до даного органу інформації і в цілому до процедури опитування. Пізніші дослідження редакційної пошти підтвердили, що існують певні розходження в складі авторів листів й аудиторії в цілому, виявилась їх підвищена соціальна активність.
До кінця 1960-х років починає складатись практика проведення інтерв’ю за представницькою вибіркою, що пропорційно відображає склад населення чи авдиторії.
Найширший арсенал методів вивчення авдиторії, на той час, був використаний у редакції газети «Едазі» (Естонія). Ці дослідження були продовженні соціологічною лабораторією Тартського Державного університету. Тут були використані методи газетного анкетування, інтерв’ю за місцем роботи й проживання, телефонні інтерв’ю, польові та лабораторні експерименти, щоденники читачів, формалізований аналіз редакційної пошти. Предметом вивчення стали: 
- традиції та звички читання газети (місце, час, тривалість);
- загальні інтереси, установки, запити читачів, відношення до різних форм подачі матеріалів, до авторів;
- структура вільного часу читацької авдиторії;
- місце читача у мікро середовищі;
- соціально-політична активність читачів.

Проводились групові дискусії з актуальних проблем для читачів; вивчалась реакція на окремі виступи у газеті, яка проявляється у вчинках читачів та інші сторони поведінки та свідомості аудиторії.
Розвиток соціологічної науки викликав до життя комплексні дослідження всіх ЗМІ й продуктів їх діяльності. Таким чином, до початку 70-х років почав утверджуватись комплексний підхід до вивчення аудиторії засобами масової інформації, визначення місця кожного з них у впливі на одну й ту ж саму аудиторію. З початком 70-х років з’являються комплексні дослідження аудиторії у різних системах соціальної інформації. Витоки такого підходу можна виявити ще й у вивченні бюджетів часу населення, у тому числі вільного часу.
Складається традиція вивчення специфічних видів аудиторії (спочатку вона складала частину загального дослідження аудиторії, виявлених характеристик населення). Було розпочато вивчення міської і сільської авдиторії, молодіжної і дитячої, робочої аудиторії.
Із плином часу методи й форми дослідження аудиторії все більш розширювались й удосконалювались. Почали використовувати такий метод як контент-аналіз, хоч за ним і закріпилась назва як особливої методичної процедури аналізу всіх видів текстів. Але ж цей аналіз тексту дозволяє нам із тією чи іншою долею впевненості судити про поведінку, інтереси, вимоги аудиторії, її погляди на ту чи іншу проблему.
Логіка загального розвитку конкретних соціологічних досліджень аудиторії — рух від реєстрації фактів, їх систематизованого впливу до пояснення їх взаємозв’язку, до планування й прогнозування реакції аудиторії на інформаційний вплив.
Розвиток формалізованих методів аналізу масової інформації (контент-аналіз), організація комплексних досліджень ЗМІ дозволяють проводити пряме накладання характеристик аудиторії на характеристики текстів. Також є необхідною розробка методики формалізованого аналізу ситуації (часу, соціального середовища, проблем суспільного розвитку), в рамках якої вивчається аудиторія.

## Взаємовпливи аудиторії йЗМІ
Діяльність ЗМІ має свої закони, серед яких важливе місце займають закони формування відношення людей до соціальної, у тому числі масової інформації. В основі відношення — об’єктивні соціальні потреби суспільства, груп, особистості. На «поверхні» такого відношення — інформаційні запити, смаки, думки, оцінки — суб’єктивні сторони відношення. Соціологічний аналіз проблем аудиторії припускає вивчення як об’єктивних, так й суб’єктивних сторін цього феномена. Тут повинні бути приведені в систему всі зв’язки між аудиторією й ЗМІ в усій їх різноманітності й на різних рівнях.
Масова комунікація, як будь-яке спілкування, тяжіє до встановлення зворотного зв’язку з адресатом. Тільки це робить вплив однієї людини на іншу цілеспрямованим, коректує його зі врахування реакції партнерів по спілкуванню: адже вплив інформації на людину опосередковується її активним відношенням до неї. Не маючи зворотного синхронного зв’язку, суб’єкти масової інформації змушені орієнтуватись на ймовірного споживача, на деякі його характеристики, завчасно відомі комунікатору, що визначають, на його думку, сподівання на інформацію та реакцію на неї. При цьому розрахунок робиться на типові характеристики, що повторюються, бо адресат, у цьому випадку, масовий.
З іншої сторони, система масової інформації розрахована на індивідуальне споживання. Ця система орієнтована на прямий зв’язок суспільств у цілому — а також соціально-територіальних і соціальних спільнот — з особистістю.
Функціональні відносини між учасниками процесу масової інформації реалізуються у великій кількості особистих відносин.
Характеристики авдиторії не вичерпуються факторами поведінки, що проявляються ззовні: вибором того чи іншого джерела, того чи іншого матеріалу, тривалістю підписки на газету й користування телевізором. За зовнішньо однаковою поведінкою стоять різні потреби, інтереси, очікування. З іншого боку, одні й ті ж потреби, інтереси, очікування по-різному проявляються у поведінці аудиторії.
Серед відносин аудиторії з іншими учасниками системи інформації можна виділити відносини об’єктивні і суб’єктивні. До перших відносяться ті з них, які проявляють себе у вчинках, фактах поведінки людей: вибір джерела інформації, письмові та усні контакти з «видавцем», участь у конференціях читачів, слухачів, телеглядачів. До других — інтереси й думки, уявлення, вимоги й багато інших форм внутрішнього відношення аудиторії.
Усі групи приватних відносин, що розглядаються на рівні конкретного дослідження, постають як система характеристик, що мають якісну й кількісну визначеність — як система якісних й кількісних показників. Поєднання однотипних показників можуть розглядатись як індекси (наприклад, інтерес до певної тематики може бути описаний через індекс, складений на основі ряду проявів — заявленого інтересу, лінії вибору джерела інформації й окремих повідомлень).
У конкретних соціологічних дослідженнях вивчаються як самі прояви відносин аудиторії до ЗМІ, так і їх фактори. Ці фактори різноманітні й лежать у самому суб’єкті відношення, що вивчаються, а також у конкретно-історичній ситуації, в якій є місце для відносин.
Для конкретного аналізу відношення аудиторії до масової інформації може бути представлена система рівнів відношень, що побудовані «по лінії споживання», вибору масової інформації:
1. Місце у системах масової інформації, вибір засобів (газети, журнали, радіо, телебачення), використання «побору» засобів.
2. Вибір джерел інформації у рамках окремих засобів (центральні або місцеві канали, окремі видання), використання «наборів» джерел.
3. Вибір окремих повідомлень (матеріалів, передач) в об’ємі матеріалів, що постачаються даним джерелом інформації.
4. Виборче сприйняття (запам’ятовування, засвоєння, оцінка) матеріалу і його частин.
5. Актуалізація інформації у свідомості й поведінці споживача інформації.

Одні фактори діють на всіх рівнях, інші — на окремих. До числа «проміжних» відноситься система життєвих інтересів особистості, дія яких відображається у багатьох проявах.
Показники кожного з рівнів відносин дозволяють лише з деякою долею ймовірності судити про показники на інших «більш конкретних». Чим конкретніший рівень відносин, тим більше факторів на них впливає.
Поняття відношення вбирає у себе як стійкі, так й ситуаційні характеристики. Їх важливо розрізняти. Так у багатьох дослідженнях з’ясовується популярність матеріалів конкретних газет, передач радіо й телебачення. За такими даними не можливо однозначно судити про стійки форми відношення. Якщо читачу, наприклад, не подобається економічна рубрика у даній газеті, то це не означає, що він зовсім не цікавиться питаннями економіки. Цей інтерес він може задовольнити завдяки іншим системам соціальної інформації (спеціальна література), інших джерел. Це стосується й вибору конкретних матеріалів: він у значній мірі обумовлений їх конкретними якостями.
Найзначніша частина матеріалу, накопиченого в конкретних соціологічних дослідженнях аудиторії присвячена першому із зазначених вище рівнів відношення: належність населення країни та її окремих регіонів до аудиторії різних ЗМІ, відображає міру такої належності. А отже, й певні взаємовпливи один на одного.

## Вибір аудиторією джерел інформації
Вибір того чи іншого засобу інформації у системі ЗМІ (преси, радіо, телебачення) чи окремих джерел у рамках цих засобів (певна газета чи ефірний канал) відбувається під впливом багатьох факторів. Кількість вільного часу, дохід на одну людину в сім’ї, розмір житлової площі — лише декілька з тих факторів, що визначають інтегрованість людей в аудиторію окремих каналів і джерел масової інформації. Серйозну роль тут відіграють, власне, і комунікативні фактори.
Склад аудиторії (і, відповідно, неаудиторії) формується під впливом багатьох факторів, які можна би було об’єднати під загальним поняттям доступність.
Доступність інформації має в собі багато аспектів: фізіологічний (людина повинна добре бачити й чути, щоб сприймати інформацію), фізико-технічний (повинні бути відповідні географічні умови, рівень розвитку мережі теле- і радіомовлення, системи доставки періодичних видань), фінансовий (володіння даним засобом інформації повинно бути доступним за вартістю даному споживачу), семіотичний (споживач повинен володіти системою знаків — мовою даного засобу інформації). Семіотичні фактори особливо позначаються при формуванні «неаудиторії» газет.
У складі неаудиторії, зазвичай, опиняються люди, які погано бачать і чують, не володіють навичками швидкого читання, не мають достатньо засобів для придбання радіо- і телеприймачів (особливо, якщо вони проживають одиноко).
Такий комунікаційний фактор, як особливості сприйняття інформації з даного джерела (одночасне чи різночасне сприйняття інформації декількома людьми), і соціально-побутові фактори (наприклад, розміри житлової площі й розміри сімейного прибутку, що не дозволяє мати декілька телеприймачів) обумовлюють регулярність, розмір затрат часу і навіть вибір передач телебачення чи радіо.
При оцінці вибору аудиторією конкретних джерел інформації слід враховувати, що це вибір із можливого.
Аналіз даних про використання ЗМІ різного рівня приводить до висновку, що активне використання ЗМІ центрального рівня не заважає використовувати місцеві ЗМІ.
Аналітична тенденція проявляється і по відношенню до характеристик використання різних ЗМІ. Високий рівень регулярності звернень до преси, зазвичай, поєднується з регулярним використанням радіо й телебачення як джерел інформації. Подібне відбувається і «всередині» системи однотипних каналів. У сучасній аудиторії поширене читання декількох газет, причому регулярне.
Дослідниками помічено, що якщо люди читають п’ять газет і більше, то вони починають швидко проглядати матеріали, не відкладаючи їх. Тут активно діють семіотичні фактори. Найбільшу кількість газет, як правило, читають люди з досить високим рівнем освіти. Вони взагалі читають швидше, краще розуміють газетну мову, швидше схоплюють зміст.
Для виявлення зазначених вище факторів велике значення мало проведення комплексних досліджень, що вивчали аудиторію всієї системи джерел масової інформації і, при цьому, керувались не складом реальної аудиторії, а участю (не участю) усього населення в аудиторії.
Якщо спиратись лише на дані про склад реальної аудиторії, то можна, наприклад, упустити з виду, що майже всі реципієнти з найвищім рівнем освіти входять до реальної аудиторії, але у силу своєї мало чисельності серед населення складають в аудиторії досить малий відсоток (близько 4%).
Ставлячи для себе питання про те, чому люди взагалі звертаються до масової інформації, обирають те, а не інше джерело, матеріал, яке особисте значення має для кожного з них звернення до масової інформації, дослідник будує пояснювальну гіпотезу, модель даного явища й факторів, що його обумовлюють, і для перевірки гіпотез звертається до самих читачів, слухачів чи глядачів.
Зауважимо, що людині взагалі властиво пояснювати свою поведінку, навіть якщо вона ірраціональна. Ця закономірність з особливою силою, здавалось би, повинна проявитись при поясненні вибору інформації та її джерел. Але це не зовсім так. Такий вибір часто здійснюється на несвідомому рівні, стає автоматичним, регуляція такого вибору включає також усвідомлені й неусвідомлені, емоційні й раціональні моменти. Уже тільки ця обставина може привести до отримання неправильної інформації від суб’єкта вибору інформації.

## Інтереси аудиторії й мотиви звернення її доЗМІ
В основі вибору, який людина робить на всіх рівнях взаємовідносин із ЗМІ (вибір засобів, джерел, повідомлень і т. д.) лежать її соціальні потреби й інтереси. Вони визначаються об’єктивною необхідністю — положенням особистості у соціальній системі, її відносинами з іншими людьми. Перейшовши до структури суб’єкта, необхідність відображається у ній як потреба. Зокрема, потребу у висловлені суспільної думки, яку можна охарактеризувати як специфічно людську, соціальну, духовну, складну, конкретну, багатофункціональну. Суб’єктом цієї потреби є така специфічна група як аудиторія ЗМІ. Тут можна виділити такі ефекти задоволення цієї аудиторної потреби, як пізнавальний ефект, ефект самопізнання окремих груп і суспільства в цілому, ефект самоствердження окремих груп, широкої спільноти, ефект солідарності, узагальнення, емоційний ефект та інші.
У широкому спектрі людських потреб існує й потреба в інформації. Остання походить із сутності соціальної системи як системи інформаційної, в який взаємодія між підсистемами й елементами протікає не тільки у формі енергоречових, але й інформаційних процесів. Потреба в інформації виражає у суб’єкті суспільну необхідність в інформаційному забезпеченні практично всіх видів людської діяльності й визначає належність особистості до існуючої у суспільстві систему соціальної інформації.
Для будь-якого соціального суб’єкта (особистість, група, суспільство в цілому) існує необхідність в отриманні інформації. Але це пояснює не тільки об’єктивну сторону потреби, висвітлює відношення суб’єкта до дійсності односторонньо: за напрямком від середовища до суб’єкта. Є зворотне відношення — виборче відношення суб’єкта до середовища.
Вивчаючи діяльність людей у конкретно-історичних умовах, задоволення потреб у межах можливостей, що надаються суспільством, виборче відношення до визначених об’єктів, ми маємо справу з другим рівнем регуляції людської свідомості і поведінки — інтересом, що є одним з найпоширеніших понять в аудиторних дослідженнях. Категорія інтересу характеризує свідомо-виборчі відносини людини з соціальним середовищем . Індивід вступає у відносини не прямо до предметів споживання, а до засобів і умов споживання. Це положення припускає, що, вивчаючи прояви інтересів у будь-який сфері людських стосунків, треба мати на увазі активність цього відношення (інтерес — одна з форм відношення до дійсності) і обумовленість задоволення інтересу можливостями соціального середовища, тим вибором, який дійсність пропонує особистості.
Таким чином, у соціальній обумовленості інтересів є дві сторони: вони діють через вплив соціального положення і через існуючи у конкретно-історичний момент суспільного розвитку суспільні можливості для його задоволення. У ці впливи вплітаються й соціально-психологічні фактори: ціннісна ієрархія інтересів, способів їх задоволення, що перебуває під впливом цінностей, прийнятих у групах, в які включена особистість, нормативно схвалені взірці поведінки.
Як система, що породжує інтереси особистості зокрема, і певної аудиторії в цілому, виступає система її життєвих інтересів. Реалізація цих інтересів у різних системах соціальної інформації конкретизується традиціями, нормами спілкування, особливостями форми і змісту, технічними умовами та факторами, специфічними для певної системи. Вони відносяться до комунікаційних факторів.
Життєві інтереси та породжені ними інформаційні інтереси специфічно реалізуються у різних системах соціальної інформації. У принципі будь-яка інформація апелює до життєвих інтересів особистості, обслуговує виконання нею різних соціальних ролей. Особливості масової інформації полягають у тому, що розрахована на обслуговування системи основних ролей, що виконуються особистістю, вона, по-перше, обслуговує їх у цілому, по-друге, направлена на вивід особистості за межі повсякденно виконуваних ролей, на розширення «життєвого простору» людей, збагачення їх соціальних контактів. В останньому випадку особливо важливими стають таки риси масової інформації, як її привабливість, новизна, доступність.
Ці особливості масової інформації відображаються у характеристиках аудиторії, отриманих у ході конкретно-соціологічних досліджень. Опитувані частіше за все пояснюють характер своїх взаємовідносин з джерелами масової інформації не обов’язком, а «просто інтересом».
Під час дослідження аудиторії переважно вивчається один від інтересів — тематичні інтереси, що пояснюється «методичною зручністю», їх відносною простотою [9.C.64] . Цим викликано, можливо деяке перебільшення ролі тематичних інтересів в аудиторних дослідженнях.
Актуальність, важливість, значимість конкретної проблеми, події можуть переживатись суб’єктивно по-різному. Багато залежить від особливостей способу життя аудиторії, зв’язку минулого досвіду з тим, що стається. У немалому ступені це залежить і від того, якою стороною проблема, подія будуть повернуті у матеріалі, передачі. Знаючи аспекти інтересу до тем, можна добитись уваги аудиторії, пов’язуючи на сьогодні менш цікаві для неї сторони проблеми з суб’єктивно-актуальними. Так, у конкретних дослідженнях фіксується високий інтерес до міжнародної проблематики. Популярність такої інформації пов’язана з широтою інтересів аудиторії.
Щодо теми і проблеми, то вони є не єдиними факторами, що визначають інтерес до матеріалів. Для аудиторії у цьому плані має значення і «комунікативність» промовця.
Причиною невисокої популярності ряду матеріалів може, серед іншого, бути низька інформативність заголовку, не налаштованість на увагу перших фраз тексту. Найрідше матеріали відхиляє аудиторія, що складається з людей з вищою освітою, відповідно і навичками швидко читання, з більш розширеними інтересами. Серед них і є найбільше тих, хто встигає переглянути найбільшу кількість матеріалів.
Процес вибору конкретних повідомлень може проходити по-різному. У людей з високим рівнем освіти переважають інтереси «просіювання», «фільтрації», «перебору». У людей з низьким рівнем освіти включаються «бар’єри», виростають «пороги» тощо. Тобто у першому випадку — ситуація надання переваги, а у другому — обмеження, відкидання.
Основна тактика привертання інтересів зводиться до того, щоб «закласти» у повідомлення (особливо у його початок), у ті рубрики, врізки, що супроводжують ці матеріали, якомога більше елементів, привабливих для різних груп аудиторії.
Змістовна доступність тексту — проблема актуальна для всіх груп аудиторії. Чим ближче зміст інформації власному досвіду аудиторії, тим доступнішими є відповідні матеріали при однаковому рівні мовної доступності. Разом з тим вибір мовних засобів залишається діючим засобом розуміння тексту — від рівня окремих слів, до рівня його концепції в цілому. Дослідження показали, що в аудиторії існують групи, що різняться рівнем семіотичної підготовки. Межі цих груп не збігаються з соціально-професійними і навіть освітніми характеристиками аудиторії.
Соціолінгвічні дослідження, що виявляють семіотичний склад аудиторії, свідчать: вибір аудиторією повідомлень ще не дає повної гарантії його успіху. Таким чином, мало привернути і втримати інтерес, треба забезпечити і семіотичну доступність інформації.
Пояснення, прогнозування і планування реакції аудиторії на масову інформацію неможливо будувати лише на фактах поведінки. Внутрішнє відношення людей до інформації — вирішальна умова її ефективності.
Дослідники пропонують два шляхи пояснення поведінки людей у системі масової інформації. Шлях перший — зіставлення даних про вибір джерел інформації, переваги, тематичні запити зі змістом матеріалів і передач. Другий шлях — звернення до самої аудиторії, виявлення мотивів звернення до тих чи інших джерел, матеріалів, передач. Обидва ці шляхи мають свої переваги та недоліки. Недоліки першого — у можливому «домислюванні» за аудиторією: за вирішальне може бути прийнята та якість джерела, матеріалу, яка такою для аудиторії не є, і , навпаки, може бути упущене те, що стало вирішальним для неї. Труднощі другого шляху — загальна складність вивчення мотивів людської поведінки.
Представники різних суспільних наук підкреслюють принципову важливість мотивів як елементу структури особистості і джерела активності. При вивченні мотивації у системі відношення аудиторії до масової інформації особливо помітним стає вплив комплексу факторів, які можна назвати ціннісними. У судженнях людей помічається подвоєність обґрунтування. Люди по-різному міркують про значення масової інформації для себе і для оточення. Ніхто не хоче визнавати себе об’єктом пропаганди, але вважає необхідним відповідний вплив на інших.аналіз зібраних даних показав, що роль різних ЗМІ для аудиторії варіюється у зв’язку з виконанням різних соціальних ролей. Мотивація стає «багатшою» у тому випадку, коли вибору практично нема. Що стосується мотивації звернення до телебачення і радіо, то тут також немає ситуації вибору. Радіо- і телевізійна мережа в очах аудиторії єдина, це підкреслюється існуванням єдиного матеріального носія радіо- і телеінформації — радіо- і телеприймачів. Газетна інформація постає перед аудиторією у вигляді багатьох органів інформації, що існують окремо.
Мотиви звернення до телебачення і радіо частіше пов’язуються з їхньою особливою мовою — наявність звуку, зображення, особливостями сприйняття (легкість, можливість побачити події своїми очима) — таке уявлення пов’язане з вірою у те, що телеінформація менше піддається обробці, ніж друкована.
У дослідженнях аудиторії у західних країнах приділяють велику увагу власне виявленню мотивів звернення до телебачення. При опитуванні аудиторії американських телеглядачів найчастіше називають такі мотиви, як отримання інформації, розваги, «розмінна монета» для полегшення спілкування з людьми і теми для бесід з друзями. До інших мотивів відносять: компенсацію самотності, співпереживання подій недоступних телеглядачам у власному житті. Відмічається послаблення мотивів звернення до телевізора як до «джерела поради і допомоги». Як видно з результатів дослідження в основі перерахованих мотивів лежать, головним чином, такі потреби, як потреба в інформації (функція соціального орієнтування), потреба спілкування з іншими людьми (функція контакту у різних варіантах), а також потреба у розвагах (функція емоційної розрядки).
Більшість телеглядачів одночасно вказують декілька мотивів звернення до телебачення, але при різному їх рангуванні. Перше місце, зазвичай, займають «інформаційні» і «розважальні» мотиви. Разом з цим різні аудиторії звичайно мають свої «специфічні мотиваційні профілі», особливо у відношенні до конкретного типу передач. Так, наприклад, американський дослідник Р. Компезі, який вивчав на переважно жіночій виборці мотиви звернення до перегляду денних телесеріалів, виявив, що перше місце займали «розважальний» і «спілкувальний» мотиви. За даними професора Аризонського університету М. Харіса, «спілкувальний мотив по відношенню до телебачення є ведучим для студентів».
Зіставлення результатів досліджень різних авторів за аналогічними проблемами дозволяє виявити деякі загальні тенденції у процесах масової комунікації, але для детальнішого зіставлення цих досліджень необхідні конкретні знання використання методів, завдань і умов досліджень.
Отримані дані про інтереси, направлені на різні засоби інформації, про порівняльні оцінки повноти і достовірності підтверджують наявність тенденцій, виявлених при аналізі змісту мотивів звернення до засобів інформації.

## Аудиторія ікомунікатор
Встановлення надійного контакту, взаєморозуміння з аудиторією є одним з найважливіших завдань будь-якого комунікатора. Будуючи свої стосунки з аудиторією, комунікатор покликаний враховувати як стійки соціальні і соціально-психологічні характеристики різних груп аудиторії, так і ситуативні настрої, думки, запити людей на певний момент, що переходять, змінюються.
Деколи дивуєшся, людина, піднявшись на трибуну, викладає, здавалось б, розумні речі, а слухають її без особливого зацікавлення. Очевидно це тому, що далеко не кожний доповідач турбується про те, щоб привернути до себе аудиторію, заволодіти її увагою.
Забувається стара істина: до кожної аудиторії потрібно знайти підхід, визначити правильний спосіб спілкування.
Мистецтво спілкування з аудиторією, налагодження живого, творчого контакту між нею і комунікатором — складний процес. Жива, творча, самостійна думка, точна і тверда позиція лектора, прагнення переконати аудиторію у її істинності, в активній, аргументованій дискусії — ось вирішальні фактори успішного оволодіння цим мистецтвом.
Багато комунікаторів забувають про те, що публічне повідомлення звернене не тільки до розуму слухача, але і до його почуттів. Аудиторія, як вже зазначалось, може складатись з людей різних за характером, професією, схильностями, інтересами. Але всі вони згідні в одному — у бажанні сприймати інформацію.
Сьогоднішня аудиторія вимагає яскравого викладу наукових знань. Вона не сприймає «штампованих» фраз, «сірих» слів, «затасканих» зворотів, канцелярських висловів.
Ні знання предмету, ні високе ораторське мистецтво не в стані пробудити палкого інтересу аудиторії, якщо лектор налаштований байдуже до теми і до аудиторії, якщо він тільки вимовляє слова, не вкладаючи в них почуття. Не менш важливо при підготовці до виступу знати, хоча б у загальних рисах, хто твій слухач. Без цього комунікатору буде важко запалити інтерес аудиторії, спонукати її до роздумів над почутим.
Існують певні методичні вимоги до лектора (комунікатора). Передусім він повинен добре продумати початок, зробити його інтригуючим. Від того, як буде почато виступ чи повідомлення значною мірою залежить його сприйняття. Викликати інтерес в аудиторії до питань, що висвітлюються, можна лише особистою зацікавленістю темою, щирістю у розмові з людьми, переконливістю у своїх твердженнях.
Викладати свій матеріал потрібно широко використовуючи розмовну мову, говорити просто і зрозуміло. Точність у підборі слів, чіткість у побудові фраз повинні логічно переплітатись з образним і яскравим викладом думок. Комунікатору у твердженнях, особливо економічного характеру, доводиться оперувати цифрами, посилаючись на статистичні дані. Як їх роз’яснити, порівняти, перевести у відомі, такі, що легко сприймаються, величини — про це треба думати заздалегідь.
Високі вимоги пред’являє аудиторія до культури мови комунікатора. Неприйнятною є погана дикція, монотонність, неграмотність, використання слів-паразитів.
Велике значення аудиторія приділяє зовнішньому вигляду комунікатора, його поведінці на трибуні чи перед камерою. У будь-якій аудиторії перше знайомство оратора зі своїм слухачем чи перше враження починається зі зовнішності того, хто щойно зійшов на трибуну чи з’явився на телеекрані. Не тільки у перші хвилини публічної мови, але й впродовж усієї промови, зовнішність оратора — його вигляд, поза, міміка і навіть костюм — залишаються у центрі уваги аудиторії.
Звичайно, що сприйняття повідомлення крім вище перерахованих факторів залежить і від глибини знань, ерудиції комунікатора. Безперечно важлива й тема повідомлення. Але зовсім не випадково, що значна частина аудиторії на перше місце у сприйнятті інформації поставила емоційність виступу.
На увагу слухачів впливає також форма подачі інформації. З більшою увагою і зацікавленістю слухають лектора, що викладає матеріал вільно без тексту, ніж того, хто читає з листа. Тоді аудиторія сприймає інформацію легше і краще запам’ятовує.
Очевидно, що без уваги активне сприйняття неможливе, і комунікатор, знаючи засоби викликання уваги, повинен так організувати потік інформації, щоб увага підтримувалась впродовж усього процесу комунікації. Не менш важливим є правильно визначити, яка саме увага потрібна у певний конкретний момент, мимовільна, довільна чи послідовна. Мимовільна увага виконує роль первинної орієнтації — це може бути шрифтове виділення, заставка і таке інше. З усвідомленням цінності, важливості, необхідності інформації, з включенням волі виникає довільна увага. Але оскільки довільна увага — завжди самоспонукання, то вона неминуче призводить до втоми — до несприйнятливості. Тому пропонуючи аудиторії великий за обсягом інформації текст, комунікатор повинен прагнути до послідовної уваги (при сприйманні коротких текстів така увага непотрібна).
Експериментально встановлено, що через певні проміжки часу (6-20 хв.) увага при сприйманні ніби відключається, точніше, переключається. Інформація, що подається у ці періоди залишається у кращому випадку фоном. Тому для того щоб інформація залишалась у пам’яті аудиторії і таким чином вплинула на неї, при трансляції додаткових передач, публікації великих статей треба стежити, щоб головна ідея роззосереджувалась, повторювалась у різних варіантах, у різних частинах.

## Аудиторія як об’єкт впливу
Говорячи про успішність або неуспішність впливу інформації, ми явно чи неявно маємо на увазі цілі впливу на аудиторію. Практично вони швидше можуть бути поставлені перед групою повідомлень, об’єднаною рубрикою, рамками обговорення, дискусії.
Результати впливу ЗМІ можуть проявлятись у трьох сферах: інформаційній, мотиваційній і поведінковій. Ці прояви можуть бути виявлені на рівні свідомості і поведінки окремої особи, її безпосереднього оточення (малих груп), ширшої спільноти, суспільства в цілому. Очевидно, що на будь-якому з цих рівнів реалізується вплив не тільки ЗМІ, але й інших систем спілкування і взаємодії людей. Вони можуть і сумуватись і взаємопослаблюватись. Перша складність для вивчення впливу на аудиторію полягає у факті складного переплетення різних впливів. Друга — у самій природі ефектів впливу інформації. У принципі можуть бути відносно легко зафіксовані в поведінковій сфері, але для цього момент спостереження повинен збігтися з актом поведінки. Складніше вивчати ефекти у сфері інформованості і мотивації. Мало того, що вони є результатом різних впливів, розділити які часто неможливо ні для суб’єкта, за яким ми спостерігаємо, ні для спостерігача. Тут з особливою силою діють фактори, що знижують надійність інформації, яку отримуємо; неправдива реконструкція впливів, що відсутні, формування раніше відсутніх елементів знань, позиції опитуваних у момент спостереження.
Результати впливу масової інформації так чи інакше реалізуються у спілкуванні і співробітництві реципієнтів між собою. Будучи засобом зв’язку особистості з макросередовищем, ЗМІ є і засобом соціального контролю над мікросередовищем, вони забезпечують суспільний вплив на внутрішньо-групові процеси.
Аудиторія завжди уявлялась дослідникам і практикам як об’єкт впливу. Яким чином на неї впливати, як її вивчати, виявляти зв’язак між тим, що є у змісті ЗМІ й у сфері свідомості мас.
Існує прямопропорційна залежність між долею уваги ЗМІ до певної сторони людської діяльності і між рівнем інформованості аудиторії про неї. Більша частина інформації не дана людині у її безпосередньому життєвому досвіді. Людина відкрила для впливу цієї інформації, як для її кількості, так і — якщо дещо огрубити процес впливу інформації на людину — її якості.
Звичайно, найбільший вплив на аудиторію відбувається через ЗМІ. Адже природа масової інформації дає змогу практично необмежено надавати широкій аудиторії знання, викликати у неї певне ставлення до певних фактів і явищ, формувати певні оцінки і судження, впливати на прийняття рішень, спонукати до емоційних переживань чи раціональних оцінок певних явищ, або до певної поведінки у тій чи інший ситуації.
Традиційно вважається, що процес масової комунікації відбувається за формулою комунікатор — реципієнт («К» — «Р»). З погляду інформатики (та й загальної психології) ефективність діяльності цієї структури залежить від потужності (майстерності) комунікатора, включаючи здатність каналу не спотворювати інформацію, і здатність реципієнта сприймати інформацію.
Потужність «К» у сучасних умовах можна вважати необмеженою, зате потужність «Р» такою не є. Обмежувач останньої — людська психіка. Сучасна наука дає змогу точно вимірювати кількість інформації, яку здатний передати певний канал, наприклад, око як оптична система — до здорового нерва. Ця кількість, зауважимо, завжди виявляється меншою ніж кількість інформації фізично доступної, і завжди більшою, ніж та, яку може опрацювати людська психіка.
Саме ця обставина не дає можливості безмежно збільшувати кількість колонок у газеті і зменшувати шрифт до нонпаралелі, збільшувати час передач і темп мовлення по радіо і кількість об’єктів, що зображуються, у телепередачі. Адже середньостатистичний читач рідко витрачає на читання газети понад 40 хв. на день. Радіослухач не сприйме інформацію, якщо вона надходить швидше ніж 188 слів на хвилину. Спеціаліст зі сприймання телеінформації В. Бойко встановив, що оптимальним темпом для передачі є 103 слова на хвилину. Це на рівні сприйняття однією людиною, і за умови, що реципієнт-індивід знає мову викладу, має досвід сприйняття образів, близьких до використаних у тексті. Але індивід є частиною системи групових стосунків, яка значною мірою визначає його реакцію на текст.
Ефективність впливу повідомлення починається, як відомо, із забезпечення його ефективного сприйняття. Ю. Шерковін подає структуру сприйняття як «певну послідовність якісно різних, але неподільних етапів — психічних дій» [32.C.58]. До них він відносить первинний синтез одержуваних відчуттів, їх аналіз і кінцевий синтез. При сприйманні реципієнтом інформації, гра відчуттів формується у певний цілісний образ, який порівнюється з тим, що є у пам’яті індивіда. Звідси сприймання — це акт дзеркального відображення у свідомості реципієнта. Воно залежить від особливостей людини, її тезаурусу та соціального досвіду. Навіть тоді, коли індивід «пасивно» сприймає текст, його свідомість працює, відбираючи інформацію з потоку зовнішніх сигналів.
Можна також виділити три основних параметри, які визначають досягнення сприйняття:
a. Параметр доступного змісту повідомлення для розуміння його реципієнтом;
b. Параметр значимості змісту повідомлення для задоволення потреб, запитів, очікувань реципієнта;
c. Параметр переконливості змісту повідомлення, тобто істинність, обґрунтованість, достовірність положень, які висловлюються у повідомленнях.
На цій схемі виділено всі логічно можливі варіанти поєднання трьох вищеназваних параметрів. Якщо повідомлення доступне (варіант a) і навіть переконливе (варіант ac), але незначне для реципієнта, то воно, очевидно, залишає його байдужим до запропонованого змісту, і в силу цього не сприяє ефекту сприйняття. Якщо, навпаки, повідомлення для реципієнта значніше (варіант b), і навіть обґрунтоване (варіант cb), але зміст його недоступний, то у цьому випадку ефект сприйняття є недоступним. Якщо ж інформація є доступною і значною для реципієнта (варіант ab), то індивід може зацікавлено включитись у хід думок автора, однак оскільки він сумнівається у достовірності цієї інформації, то не буде, очевидно, і сприймати її внутрішньо. І лише у тому випадку, коли зміст повідомлення доступний і переконливий, воно може бути сприйняте реципієнтом як внутрішня цінність (варіант abc), а отже буде здійснений і певний вплив на індивіда, який є складовою певної аудиторії.
Для забезпечення ефективного впливу на аудиторію у першу чергу необхідно:
- Чітко і правильно визначити кінцеву мету виступу чи повідомлення;
- Врахувати стан і напрямок розвитку суспільної думки;
- Визначити власну мету повідомлення;
- Обрати спосіб чи комбінацію способів впливу: переконання, навіювання, наслідування і визначити засіб вплив (тему, напрямок, структуру виступу тощо).